# Louis Binks
Louis Binks (23 tháng 10 năm 1898 – 1969) là một cầu thủ bóng đá người Anh thi đấu ở vị trí hậu vệ.